# Sattelberg (Alpes de Stubai)
Le Sattelberg est une montagne qui s’élève à 2 113 ou 2 115 m d’altitude dans les Alpes de Stubai, à la frontière entre l'Autriche et l'Italie.